# سیارک ۷۹۷۲
سیارک ۷۹۷۲ (به انگلیسی: 7972 Mariotti، نامگذاری:1174T-1) هفت هزار و نهصد و هفتاد و دومین سیارک کشف شده‌است که در ۲۵ مارس ۱۹۷۱ کشف شد.
قدر مطلق سیارک برابر ۱۳٫۵۰ است.